# Wat Pa Huai Lat

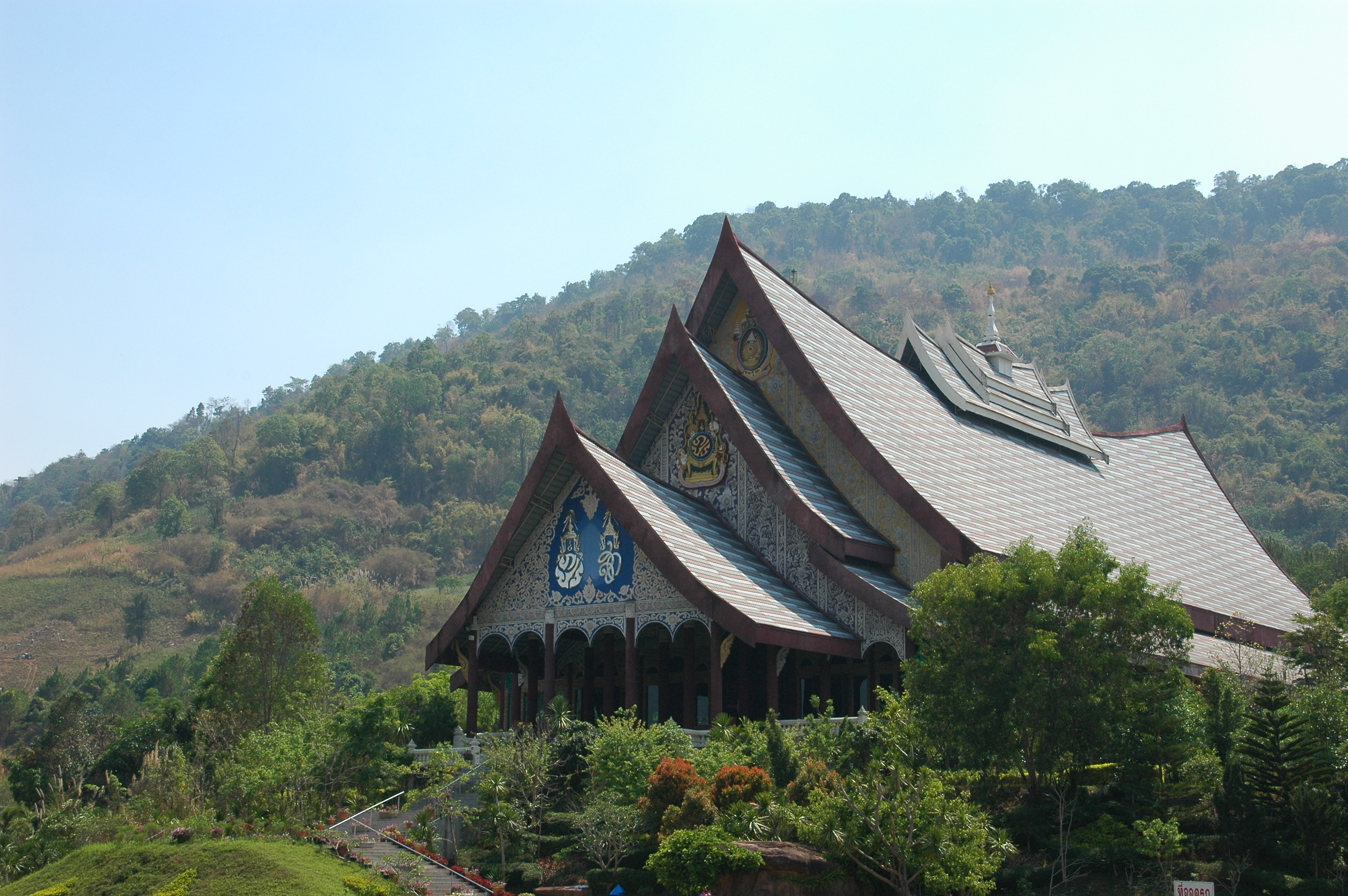
Der große Sala des Wat Pa Huai Lat.

Der Waldtempel Wat Pa Huai Lat (in Thai: วัดป่าห้วยลาด, alternative Schreibweise: Wat Pa Huay Lad) ist ein buddhistischer Tempel (Wat) in der Provinz Loei.

## Lage
Der Wat Pa Huai Lat liegt in der Gemeinde (Tambon) Santom (สานตม) im Landkreis (Amphoe) Phu Ruea (ภูเรือ), dem nordwestlichen Teil der Provinz Loei in der Nordostregion von Thailand, dem sogenannten Isan – unweit der Staatsgrenze zu Laos. Die Entfernung von der Stadt Loei beträgt etwa vierzig Straßenkilometer – von Loei kommend liegt der Tempel etwa mittig zwischen dem Dorf Santom und dem kleinen Marktflecken Phu Ruea; etwas weiter nördlich liegt der Nationalpark Phu Ruea (Thai: อุทยานแห่งชาติภูเรือ), der wie das Amphoe seinen Namen (etwa „Bootsberg“) von einem Felsgipfel in Form einer chinesischen Dschunke hat, und etwas südlich das Phu Luang-Wildreservat (Thai: เขตรักษาพันธุ์สัตว์ป่าภูหลวง); von Phitsanulok aus erreicht man den Tempel auf kurvenreichen Bergstraßen nach etwa 200 km. Der Wat Pa Huai Lat liegt bei der Kilometermarke 9 (die im Buddhismus als heilige Zahl verstanden wird) der sogenannten Route 21, wie die Staatsstraße 203 in ihrem kurvenreichen Verlauf in südlicher Richtung durch die bewaldeten Gebirgsregion genannt wird, die die Hochebene des Isaan von der zentralen Tiefebene des Mae Nam Chao Phraya trennt; zwischen Phu Ruea im Norden und Saraburi im Süden erstreckt sich diese ebenso spektakuläre wie als unfallträchtig gefürchtete Route 21, die unter diesem Namen auch touristisch vermarktet wird, über mehr als dreihundert Streckenkilometer.

## Gelände, Gebäude und Heiligtümer
Die weitläufige Tempelanlage, die sich an bewaldete Hügel schmiegt, wird von einem eindrucksvollen Sala (Thai: ศาลาเฉลิมพระเกียรติ), einer Ehrenhalle in nordthailändisch-laotischem Stil dominiert – sie ist hier ausdrücklich als Sala, nicht aber als Bot oder Wihan bezeichnet, wiewohl es sich nicht um einen Pavillon, sondern um das zentrale und heiligste Tempelgebäude handelt. In seinem Inneren zeigt der große, hallenartige Raum unverhohlen eine simple, über einem mit Marmorplatten belegten Zementboden errichtete Metallkonstruktion mit zum überwiegenden Teil nicht verzierten, sondern offenliegenden Wellblechverkleidungen (siehe das Foto). Die rechteckige Halle überspannt einen Raum von etwa 40 mal 80 Metern, umschließt also rund 3.200 Quadratmeter und bietet damit Raum für bis zu 2.000 Pilger. Mit dem Bau der hallenartigen Sala wurde im Jahre 1996 begonnen; das Tempelgebäude konnte 2007 anlässlich des 80sten Geburtstags von König Bhumibol (Rama IX.) feierlich eröffnet werden. Die aufwändigen Bauarbeiten (Gebäude und Buddhafigur) sollen um die 60 Millionen Baht betragen haben; Königin Sirikit beteiligte sich daran mit zwei Millionen Baht aus ihrer Privatschatulle.

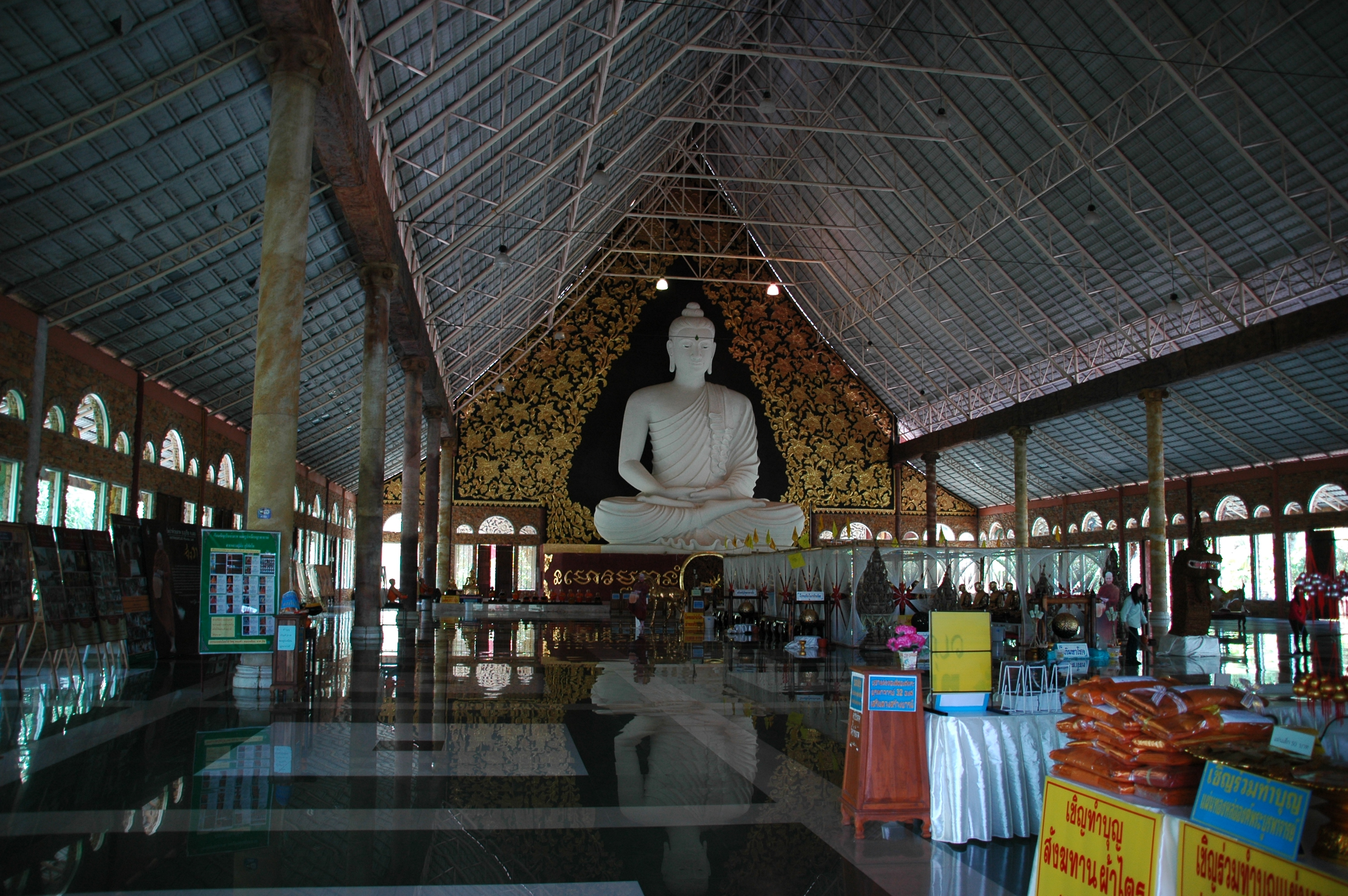
Das Innere des großen Sala mit dem sitzenden Buddha aus Kalkstein.

Als zentrales Heiligtum beherbergt der Sala an seiner Stirnseite einen etwa zwanzig Meter breiten und neunzehn Meter hohen, aus Kalkstein gefertigten sitzenden Buddha. Das Material für die Figur wurde aus neun Ländern und von drei verschiedenen Kontinenten zusammengetragen. Bei dieser Buddhafigur handelt es sich um eine Kopie des im Freien vor einer roten Sandsteinfelswand sitzenden Buddhas in einem Waldtempel, der als Wat Pa Rong Than (etwa „Köhlertempel“) bezeichnet wird (Thai: วัดป่าโรงถ่าน) und im Süden der ostthailändischen Insel Ko Chang (der „Elefanten-Insel“) liegt – in Gemeinde und Landkreis Ko Chang (Thai: ตำบลเกาะช้าง bzw. อำเภอเกาะช้าง) in der Provinz Trat Trat (Thai: จังหวัดตราด). Dieser Tempel wurde auf den Internetseiten des Wat Pa Huai Lat beschrieben, ist ansonsten aber noch nicht ausführlicher dokumentiert. – In der weitläufigen Ehrenhalle finden sich außerdem etliche sitzende Figuren von hochverehrten Mönchen, die von den Pilgern mit Blattgold bedeckt werden, weitere Dekorationsgegenstände sowie Verkaufsstände von Lotusblumen, Räucherstäbchen usw. zur Verrichtung des traditionellen buddhistischen Tham bun.